# Waksmundzkie Stawki
Waksmundzkie Stawki – dwa niewielkie jeziorka na Zadniej Waksmundzkiej Równicy, najwyższym piętrze Doliny Waksmundzkiej w Tatrach Wysokich. Są to:
- Niżni Waksmundzki Stawek, około 1935 m n.p.m., wymiary ok. 10 × 4 m, głębokość 30–40 cm; położony jest w kolanie okresowego w tym miejscu Waksmundzkiego Potoku,
- Wyżni Waksmundzki Stawek, około 1960 m, wymiary ok. 10 × 10 m, głębokość 30–40 cm; bez powierzchniowego dopływu i odpływu[1].

Waksmundzkie Stawki znajdują się w obszarze ochrony ścisłej i nie są udostępnione turystycznie.